# Leon James
Leon James (duben 1913 – listopad 1970) byl americký černošský tanečník lindy hopu a jazzu. Proslavil se ve 30. a 40. letech 20. století vystupováním a účinkováním ve filmech s harlemskou taneční skupinou Whitey's Lindy Hoppers nebo partnerem Al Minnsem. Ve 30. letech také vystupoval v triu se "Shorty" George Snowdenem.
Společně se svou partnerkou Willou Mae Rickerovou a spolu s tanečníky z Broadwaye Stanley Catronem a Kaye Popovou, kteří byli na titulní straně vydání, předvedli v čísle časopisu Life prvky lindy hopu.
Ze zdravotních důvodů nebyl odveden do armády. V polovině 40. let cestoval, spolupracoval se skupinou Ink Spots a vystupoval spolu s Fletcherem Riversem ve dvojici Moke and Poke a Coke and Poke. Ze zdravotních důvodů spolupráci ukončil a Fletcher pokračoval s novým partnerem Haroldem Cromerem pod stejným jménem, což vedlo k záměnám staré a nové dvojice.
Byl aktivním tanečníkem až do své smrti v roce 1970.
V roce 1935 spolu s partnerkou Willou Mae Rickerovou vyhrál taneční soutěž Harvest Moon Ball.

## Filmografie
Al Minns se objevil v mnoha filmech.

### Film
- 1937 Day at the Races
- 1938 Paramount News: Savoy Contest
- 1938 Prisoner of Swing
- 1940 Cootie William's & His Orchestra
- 1943 Cabin In The Sky
- 1944 Lindy Hoppers
- 1946 Midnight Menace
- 1950 The Spirit Moves
- 1954 Jazz Dance (spolu s Al Minnsem)
- 1964 Twelfth Street Rag (spolu s Al Minnsem)
- 1991 Chicago and all That Jazz (spolu s Al Minnsem)

### Televize
- 1960 Am Musical Special
- 1964 Dupont Show of the Week: Chicago and All That Jazz
- 1964 Playboy Club (spolu s Al Minnsem)

## Zajímavosti
- V lindy hopu se po něm jmenuje otočka Leon James Outside Turn